# Cá nhà táng nhỏ
Cá nhà táng nhỏ (Kogia breviceps) là một trong ba loài họ Kogiidae thuộc liên họ Cá nhà táng (Physeteroidea). Chúng ít khi được trông thấy trên biển, hầu hết những gì đã biết về chúng là nhờ nghiên cứu cá thể dạt bờ.

## Phân loại

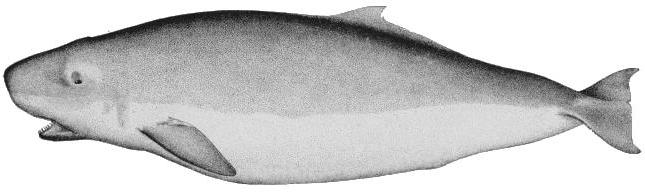
Tranh minh hoạ thế kỷ 19.

Cá nhà táng nhỏ được nhà tự nhiên học Henri Marie Ducrotay de Blainville mô tả lần đầu năm 1838. Ông mô tả dựa trên đầu của một cá thể dạt trên bờ biển Audierne, Pháp năm 1784, mà sau đó được trưng bày ở Muséum d'histoire naturelle. Ông nhìn nhận rằng nó là một loài cá nhà táng, xếp nó vào chung chi với cá nhà táng thường (Physeter macrocephalus), dưới tên Physeter breviceps. Ông chú ý đến cái đầu nhỏ của nó, đặt nó cái tên "cachalot a tête courte"–cá nhà táng đầu bé; hơn nữa, tên loài breviceps trong tiếng Latinh có nghĩa là "đầu ngắn". Năm 1846, nhà động vật học John Edward Gray dựng lên chi Kogia, và chuyển loài này qua đây với tên mới Kogia breviceps.
Năm 1871, nhà động vật học Theodore Gill xếp cá nhà táng nhỏ và Euphysetes (nay là cá nhà táng lùn, Kogia sima) vào phân họ Kogiinae, còn cá nhà táng thường vào họ Physeterinae. Hai phân họ này nay được nâng lên cấp họ.

## Mô tả
Cá nhà táng nhỏ không to hơn là mấy so với nhiều loài cá heo. Chúng dài 1,2 m (3 ft 11 in) lúc mới sinh, đạt 3,5 m (11 ft) khi thành thục. Con trưởng thành nặng 400 kg (880 lb). Mặt bụng màu kem, đôi khi phớt hồng, mặt lưng và hai mặt bên màu xám xanh. Đầu lớn khi so với kích thước cơ thể, gần như mang cảm giác bị phồng lên khi nhìn ngang. Một vệt trăng trắng, có khi gọi là "mang giả", nằm ở phía sau mắt.
Hàm dưới nhỏ. Lỗ thở hơi chếch về bên trái nếu nhìn từ trên. Vây lưng rất nhỏ, và cong.